# Casa de la Madona Negra

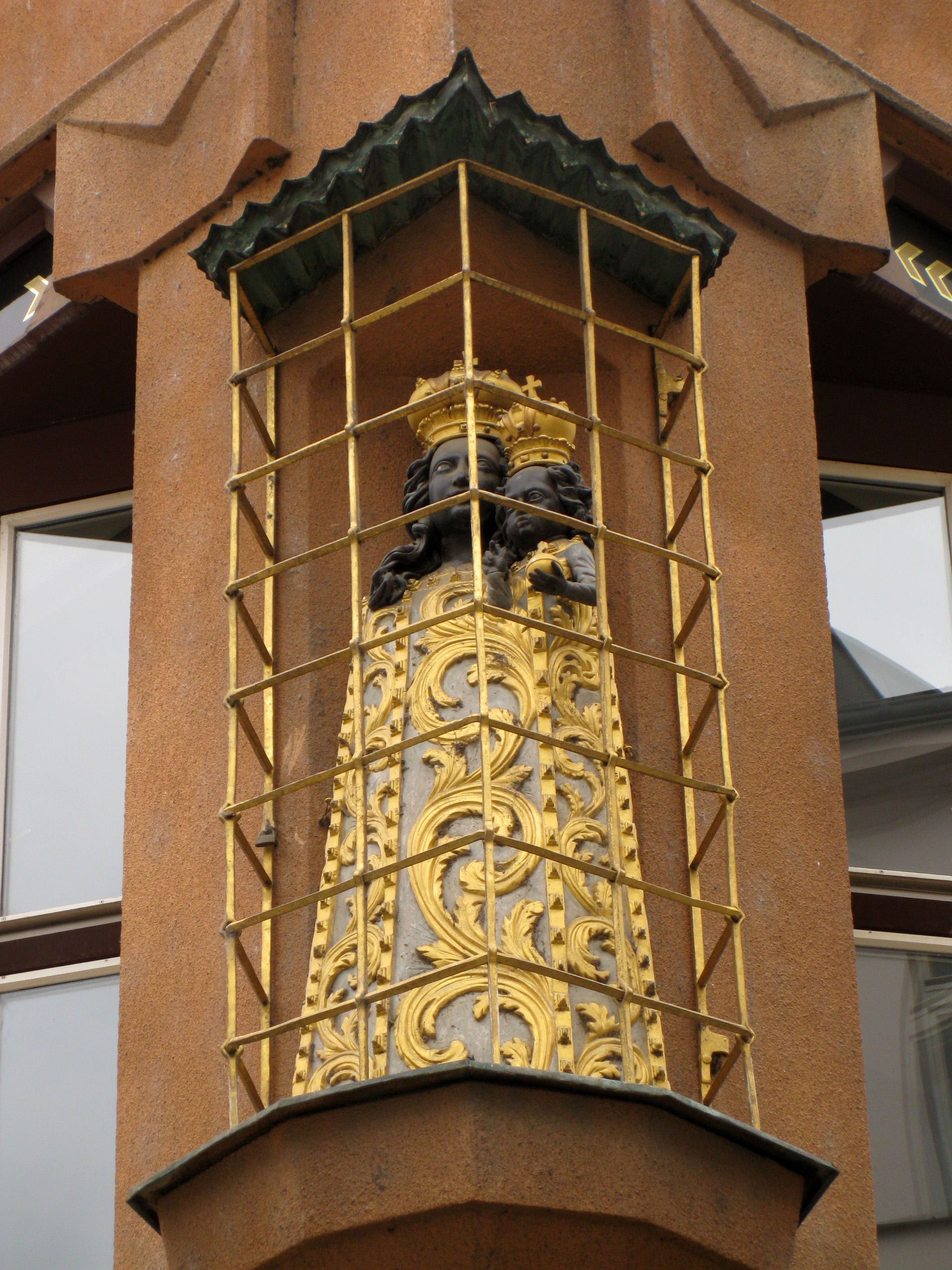
Estatuilla de la Madona Negra en la esquina del edificio

La Casa de la Madona Negra es un edificio cubista en Praga, República Checa. Fue diseñado por Josef Gočár. Actualmente es utilizado como el Museo checo del cubismo y alberga al restaurante Grand Café Orient en el primer piso.
En 2010 la casa fue declarada monumento cultural de la República Checa.

## Casa de la Madona Negra
La Casa de la Madona Negra es la obra maestra de la arquitectura cubista checa. Fue construida entre los años 1911 – 1912 según el diseño dirigido por el arquitecto checo Josef Gočár.
El edificio se encuentra en la Ciudad Vieja (Staré Město) en la esquina entre la calle Celetná y la plaza Ovocný trh. Su nombre se debe a la estatuilla barroca de la Madona Negra que se ubica en la esquina de su fachada. Hoy en día el edificio es la sede del Museo de cubismo checo de la Galería Nacional en Praga.

## Construcción
La Casa de la Madona Negra se encuentra en el lugar de una casa barroca original que había pertenecido a los caballeros Granovský, adquiriendo el nombre de estos. Esta fue construida para servir de mercado según los requisitos del comerciante František Herbst.
Es curioso que el diseño original de la casa elaborado por Gočár no cumplía los requisitos del Ayuntamiento de Praga, nombrado crítico de la construcción, en cuanto a la armonía del edificio con el ambiente histórico que lo rodeaba. Como consecuencia, Gočár decidió añadir a su construcción más elementos del estilo cubista, entre otros la entrada y barandilla de balcón.
Al principio en el sótano se había encontrado una bodega, en el primer piso, cafetería y en el segundo, tiendas con textiles. El tercer piso estaba dedicado a oficinas y el cuarto a viviendas. También el interior fue  construido en el estilo cubista, incluyendo los muebles y otros detalles.

## Historia
La cafetería original desapareció ya en los años 1920, supuestamente a causa del estilo cubista pasado de moda, y fue reemplazada por nuevas oficinas. Esta tendencia se mantuvo y se llevó a cabo en los años 50, cuando todo el edificio entero fue ocupado por la empresa Výstavnictví que utilizaba sus oficinas

## Reconstrucción
En la década de 1990 la casa fue reconstruida según el proyecto de Karel Prager. Durante esta reconstrucción el edificio fue llevado a su estado original, fueron eliminadas las pinturas viejas antiguas y se terminó también una parte del techo de cristal según el diseño original  preparado por Gočár que al principio no se había realizado. El 18 de octubre de 1994 la casa fue inaugurada en presencia del presidente Václav Havel. Se convirtió en la sede del Museo checo de pintura, incluyendo en una parte una exposición permanente del Cubismo checo. Más tarde, en el año 2000, fue instalada en la fachada de su esquina la estatua policromada tallada de la Madona Negra.
El museo fue cerrado en el año 2002, sin embargo la exposición del Cubismo checo volvió a abrirse en el año 2013 bajo los auspicios de la Galería Nacional. En 2005 se abrió de nuevo también la cafetería Grand Café Orient en el primer piso.

## Interrupción
Al comienzo de los años 1990, la Casa de la Madona Negra fue entregada por el Ministerio de Cultura de la República Checa como garantía del préstamo de 300 millones de coronas para la partida del juego de lotería llamada «Česká lotynka». Cuando el proyecto fue a la quiebra, parecía que el estado perdería su monumento particular para reembolsar al banco el préstamo de la lotería quebrada. La situación se solucionó cuando el fondo estatal de cultura tomó un préstamo del Banco Comercial para pagar el reembolso.[cita requerida]